# Augusto Sandino
Pour les articles homonymes, voir Sandino (homonymie).
 Augusto Calderón Sandino, né le 18 mai 1895 à Niquinohomo (Nicaragua) et mort le 21 février 1934 à Managua, est un leader de la guérilla nicaraguayenne qui, de 1927 à 1934, lutta contre le gouvernement légal qui était alors appuyé par les marines américains. Il fut assassiné en 1934 par la Garde nationale commandée par le premier des Somoza, Anastasio Somoza García, sur ordre de l'ambassadeur américain Arthur Bliss Lane.

## Biographie

### Jeunesse

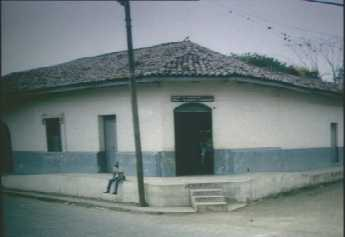
Maison natale de Sandino.

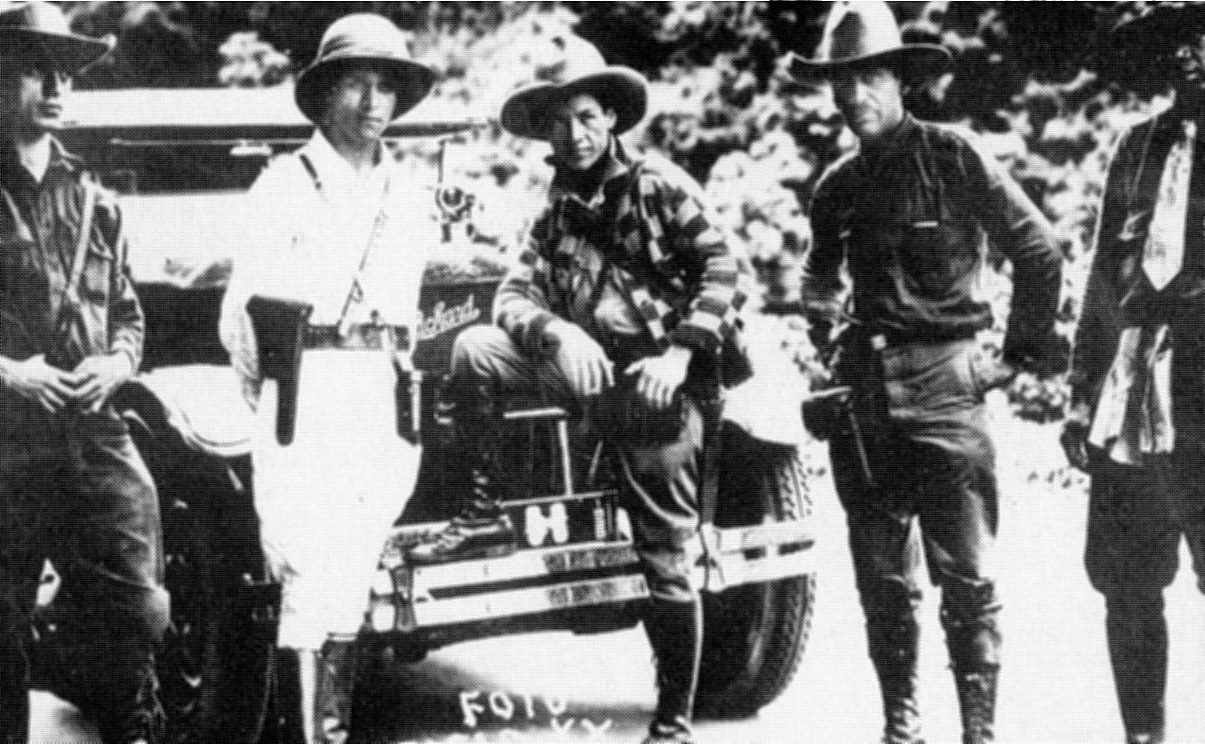
Augusto Sandino (au centre) au cours d'un voyage au Mexique.

Fils illégitime du propriétaire terrien Gregorio Sandino et de la paysanne métisse Margarita Calderón, Augusto Nicolás Sandino nait dans un petit village de Niquinohomo, au Nicaragua. Son père abandonne sa famille lorsque Sandino est encore en bas âge. Il doit apprendre très jeune à se débrouiller pour subvenir à ses besoins et à ceux de sa mère. À neuf ans, tous deux sont emprisonnés, car ils ne réussissent pas à payer toutes les dettes qui se sont accumulées. 
Deux ans plus tard, Margarita quitte le village avec son nouveau compagnon et Augusto Sandino est recueilli par son père. Il décide alors de se prendre en main et d'aller à l'école. Il va à l'école primaire mais travaille dès son jeune âge comme commerçant ou mécanicien. 
À vingt-cinq ans, il se retrouve en conflit avec le frère de sa fiancée, qui l'accuse d'avoir séduit sa sœur. Sandino blesse son adversaire à la cuisse avec son revolver et doit fuir le Nicaragua pour ne pas être arrêté. Il travaillera au Guatemala pour la United Fruit Company, et à Tampico (Mexique) pour la Huasteca petroleum. 
Les tensions entre le gouvernement mexicain et celui des États-Unis sur le contrôle des ressources pétrolières d'un côté, et la situation du Mexique encore révolutionnaire de l'autre lui font prendre conscience de la situation similaire dans laquelle se trouve son pays. 
Après qu'Adolfo Díaz ait repris le pouvoir en 1909 avec l'aide des États-Unis, des contrats sont signés. Les Américains fournissent des forces maritimes au Nicaragua et en échange ils peuvent installer des industries d'agriculture nord-américaines sur les terres fertiles du pays. Cette invasion des étrangers ne plait pas à tout le monde, y compris à Augusto Sandino. Lorsqu'il désire devenir membre d'un syndicat, les membres ne le laissent pas prendre part aux décisions. Pour eux, un Nicaraguayen est un « vendepatrias » (vendeur de la patrie), c'est-à-dire quelqu'un qui est prêt à vendre père, mère et pays. Quelqu'un qui a une attitude traditionnelle inefficace en raison de la continuelle intromission des États-Unis dans les affaires du pays et de la soumission des dirigeants face à l'oppresseur.
Il est de retour au Nicaragua en juin 1926. Il voit la situation précaire dans laquelle se trouvent les ouvriers et les paysans, surtout ceux qui travaillent pour les compagnies nord-américaines. Ils reçoivent par exemple, comme paie, des coupons de peu de valeur, échangeables seulement dans les magasins de la compagnie qui les emploie.
Il arrive dans un pays où s'organisait un petit mouvement nationaliste, et surtout anti-américain. Il s'unit au Parti libéral du général José María Moncada en octobre 1926. Il apporte USD $300 de ses économies pour acheter quelques fusils et armer 29 hommes qu’il parvint à rassembler par sa propagande sur ses intentions libérales. Il livre son premier combat en novembre 1926 avec ses hommes. Le prenant par surprise, ils réussissent à repousser un groupe de deux cents soldats mal préparés et mal armés, dans le village d'El Jícaro. 
Sandino et sa troupe passent alors par plusieurs villages, renforçant ainsi leur petite armée. Ils gagnent encore quelques combats, dont certains grâce à l'aide des villageois ou des Mosquitos. La troupe ne cesse de se multiplier, et contrairement aux autres groupes de combattants, tous les hommes s'engagent volontairement à suivre Sandino. Ils participent aux traditionnelles disputes entre libéraux et conservateurs pour le pouvoir. 
Repoussant de plus en plus les troupes conservatrices, il s'empare en mars 1927 de la ville de Jinotega, une place forte du gouvernement dans le nord du pays. Ils sont alors plus de trois cents Sandinistes. Malgré son affiliation au parti libéral, Sandino se répudie parce que son mouvement occupe un large spectre de la société indigène et ouvrière nicaraguayenne, très distante de l'oligarchie capitaliste et notable. Les armes de son groupe armé étaient trop anciennes pour lutter contre les troupes conservatrices d'Adolfo Díaz, et, quand il demandait des armes aux libéraux de José María Moncada, celles-ci lui étaient refusées. 
C'est dans ce contexte de conflits latents que le 6 janvier 1927, 16 navires de guerre des États-Unis, sous le commandement de l'amiral Julian Latimer, arrivent au Nicaragua avec l'objectif de soutenir Adolfo Díaz. Celui-ci, lors de son discours de bienvenue aux troupes américaines, se lamente du retrait de ces mêmes troupes du sol nicaraguayen en 1925 : « (…) je vous donne la bienvenue pour votre retour en aide à notre nation, tant que je serai président et pour les gouvernements qui me suivront, les marines de l'Union doivent rester dans mon pays ».
Ces paroles montrent la réalité du Nicaragua durant cette époque, une réalité à laquelle s'opposa en tout moment Augusto Calderón Sandino.
En mai 1927, les libéraux, guidés par Moncada, remettent leurs armes au représentant des marines au Nicaragua (Henry L. Stimpson). Un accord qui supposait l'appui présidentiel définitif des États-Unis à l'exécutif conservateur, ainsi que la répartition des pouvoirs entre conservateurs et libéraux. Sandino voit, une fois de plus, comment les libéraux se positionnent plus pour les intérêts d'une petite oligarchie et abandonnent de nouveau le peuple nicaraguayen. Selon Sandino : « Conservateurs et libéraux sont une même clique de canailles » (la misma bola de canallas). Sandino prend la décision ferme de continuer le combat et de « résister jusqu'aux ultimes conséquences ». Il renvoie les pères de famille et les indécis, pour repartir avec ses trente hommes les plus fidèles. En ce mois de mai 1927, Sandino et sa petite troupe baptisée « Armée de Défense de la Souveraineté Nationale » vont à Jinotega dans le but de poursuivre la lutte. Là-bas, il écrit le fameux « manifeste de El Mineral » depuis San Albino, établissant les points de sa lutte : contre l'oligarchie créole, les envahisseurs américains et pour la défense des opprimés. Il dénonce également la trahison du chef Moncada et promet de continuer cette bataille jusqu'à ce que tous les envahisseurs quittent le pays. La guérilla de Sandino a commencé.
Entre-temps, il se marie avec Blanca Arauz, une jeune femme qui partage ses idées et partagera aussi son existence risquée.

### La guérilla de Sandino
Les débuts du général Sandino ne sont pas faciles. Il a peu d'hommes sous ses ordres, la majorité de ceux-ci sont mal équipés et peu préparés aux opérations militaires. Il se rallie de nouveau avec les Indiens pour former une armée de près de 600 hommes. Ils livrent alors combat contre les marines américains et les soldats du gouvernement, mais après quelques heures et plusieurs pertes, ils doivent battre en retraite à la suite de l'intervention de l'aviation américaine. Sandino réorganise ses forces et forme l'Armée de défense de la souveraineté nationale du Nicaragua. Il opte pour créer son quartier général dans le département de Nueva Segovia, et dans un lieu difficile d'accès, le Cerro Chipote ou Chipoton. », qui se situe sous une brume permanente qui les protège des forces aériennes. Il procède maintenant par des attaques isolées et remporte souvent la victoire. Il élabore aussi plusieurs autres tactiques. Il engage des gens pour faire du bruit près des lieux de combats, déstabilisant ainsi l'adversaire en leur faisant croire que des renforts arrivent. Il engage aussi des adolescents de 15 ans et moins pour lui fournir les renseignements sur les déplacements du camp adverse. Le Nicaragua devient un terrain difficile pour les marines. La troupe de Sandino abat pour la première fois un avion américain le 8 octobre 1927.
Les ouvriers et les paysans, dont la pauvreté est entretenue par l’économie d’agriculture rentière et de plantations, constituent la principale base sociale de la rébellion. Sandino se déclare libéral mais combat, outre l'occupation américaine, l’élite libérale-conservatrice, qu’il définit comme oppressive, exploiteuse, raciste et prête à vendre le Nicaragua. « Sandino, raconte le sociologue Orlando Núñez, a repris les idées ainsi que le drapeau rouge et noir des anarcho-syndicalistes mexicains, l’analyse de classes du Salvadorien Farabundo Martí. Dans ses écrits, il exprimait la nécessité de l’intégration latino-américaine, comme l’avait rêvée Simón Bolívar, mais aussi l’intégration des Indiens dans les luttes politiques, sans exclure l’alliance avec des entreprises nationalistes afin d’affronter l’impérialisme américain ».
Depuis Las Segovias, Sandino commence un travail d'information au sujet de son œuvre, à travers l'élaboration de toute une série de manifestes. Dans tous, il justifie sa lutte contre l'oppresseur yankee et demande l'union du monde latino-américain pour faire front commun contre les États-Unis. Il critique aussi sans cesse les représentants gouvernementaux de Managua qui acceptent et favorisent la présence de marines américains sur le sol nicaraguayen. La réalité d'une guérilla provoque la peur de la bourgeoisie, laquelle n'hésite pas à offrir des charges au Général des Hommes Libres pour qu'il abandonne sa lutte, ce qu'il refuse.
Le malaise oblige Moncada à envoyer des troupes à Jinotega. Des troupes US se joignent à elles. Ils occupent une partie du territoire national, ce qui oblige Sandino à se retirer dans les montagnes de cette zone. C'est durant les mois qui suivent qu'a lieu le plus intense travail de préparation de ses forces et la réalisation de manifestes.

#### Critiques aux États-Unis de l'intervention au Nicaragua
En décembre 1927, les Américains réussissent à localiser Las Segovias. Le quartier général est alors soumis à un bombardement qui dure plusieurs semaines. Dans une nuit sans lune, l'armée sandiniste réussit à quitter Las Segovias par de nouveaux sentiers en faisant diversion avec des mannequins de chiffons. Les États-Unis fulminent, ils veulent la tête de Sandino et celui-ci ne fait rien pour calmer leur fureur. Il commence à s'attaquer à leurs mines d'or. Dans une action barbare, les marines mitraillent la population [réf. nécessaire]. Ceci provoquera les premières divisions au Congrès et au Sénat des États-Unis. Des critiques au sujet de l'action extérieure des États-Unis en Amérique latine :
« Nous avons imposé notre force à des pays faibles, sans défense et sans pouvoir aucun, assassinant des milliers de personnes. Nous les avons attaqués quand ils espéraient que nous les défendions. Nous avons usé de la doctrine Monroe pour empêcher que les nations européennes qui sympathisent avec les Républiques américaines accourent à leur aide (…) » (Discours de H. H. Knowles, ex-ministre des États-Unis au Nicaragua). Ce qui importait aux États-Unis était la protection d'un canal interocéanique non encore construit. Ils n'obtiennent pas la réaction attendue par ces attaques. Les survivants des bombardements vont même se joindre au rang des sandinistes. En 1928, Sandino connait un vrai début de victoire : les Américains font un premier pas en arrière et décident de ne plus engager de marines pour les combats et de limiter leur rôle en tant que « conseillers techniques ».

#### La configuration de la guérilla
Les troupes de Sandino se préparaient à subir des échecs car les marines étaient une troupe d'élite. Mais ces troupes attaquaient n'importe quelle ferme sous prétexte que cela pouvait être un repaire de guérilleros. À la longue, cette persécution s'avéra la meilleure alliée de la cause sandiniste. Cette cause n'était pas de vaincre les États-Unis, mais de faire partir leurs troupes de son pays.
Très rapidement, Sandino s'est rendu compte qu'il ne pouvait pas affronter les marines face à face. Depuis le mois de septembre 1927 il commence une tactique de guérilla: embuscades et retraites immédiates, choix du terrain, effets de surprise. Les troupes sandinistes comptaient 3 000 combattants (dont plusieurs étrangers), en face il y avait 12 000 marines.
Il s'ensuivit une situation classique, les marines contrôlaient les villes, les troupes de Sandino contrôlaient les vallées, les montagnes et les fleuves.
L'armement de la guérilla était vétuste, souvent il s'agissait de fusils datant de la guerre d'indépendance cubaine (1898), il y avait aussi des armes et des bombes de fabrication artisanales. Mais l'arme la plus efficace était le service d'espionnage et de transmission des informations.
Du côté des marines, l'élément clé était l'aviation. Les marines n'arrivaient pas à admettre de perdre continuellement, alors toute personne se déplaçant dans la forêt était assimilée à un sandiniste et abattue.

#### Élections au Nicaragua
En octobre 1927, les généraux Emiliano Chamorro (conservateur) et José María Moncada (libéral), arrivent à Washington pour voir légitimer leurs deux candidatures à la présidence de la République. Ils se réunissent avec les investisseurs étrangers au Nicaragua avec comme objectif d'obtenir l'aval du dollar[Quoi ?] puisque aucun d'eux n'avait le droit d'occuper cette charge.
Pendant ce temps, Sandino continue sa lutte. Ses troupes occupent différents points stratégiques du pays. Elles provoquent les marines, les trompent, leur tendent des embuscades.

#### Les Conférences panaméricaines
La sixième conférence panaméricaine commence le 16 janvier 1928 à La Havane. C'est un échec. La tension au Nicaragua est présente à chaque réunion, il y a un sentiment commun dans tous les pays latino-américains que les États-Unis sont trop présents dans la vie politique de ces pays.
On y entend le Président des États-Unis dire : « Le gouvernement des États-Unis n'a pas de visées impérialistes et n'en aura pas non plus dans l’avenir ».

### Les longues années de lutte
Pendant la Conférence, les troupes de Sandino obtiennent une victoire importante à El Bramadero.
Durant toutes ces années de guerre, des deux côtés ont lieu des mises à sac. Les journaux officiels parlent uniquement des actes commis par les troupes sandinistes et les appellent "des bandits". Malgré le fait que les marines faisaient la même chose, surtout avec les reliques ecclésiastiques, cela n'évita pas que les condamnations de l'épiscopat soient toujours pour Augusto Calderón Sandino, lui donnant les caractéristiques de bolchevique et d'athée.
Notons aussi l'importante composante indigène des troupes de Sandino. Souvent, c'est à travers des songes que se décidaient les déplacements de troupes et les attaques des colonnes de marines.

#### La bataille médiatique
Les conflits n'avaient pas seulement lieu dans la forêt, mais aussi dans la presse. Un journaliste, Froylan Turcias, directeur de la revue Ariel, servait de pont entre Sandino et ceux qui désiraient lui venir en aide. Par l'intercession des États-Unis, une charge importante fut offerte à Froylan Turcias. Cette défection priva Sandino de contacts extérieurs. Cela le motiva pour aller rechercher une aide dans d'autres pays d'Amérique latine. Des contacts furent pris avec des socialistes européens.
Les troupes de Sandino avaient plusieurs marines prisonniers. La tension avec les États-Unis monta quand les marines commencèrent à assassiner leurs prisonniers sandinistes. Sandino appliqua alors la même loi. Les marines commencèrent alors à presser les populations civiles qu'ils considéraient soit comme coopérant avec eux, soit, dans le cas contraire, comme coopérant avec Sandino.
En plus de ses manifestes pour l'unité latino-américaine face aux États-Unis avec comme toile de fond le dialogue d'état à état et non de métropole à colonie, Sandino proposait l'établissement d'un plan de paix pour le Nicaragua. Il espérait le soutien des pays du cône sud, surtout de l'Argentine.

#### Le voyage au Mexique
Sandino se rendit au Mexique afin d'obtenir une aide, des armes, un appui à sa cause. Il pensait y rester peu de temps, mais il y passa plus d'un an. En juillet 1929, il était à Veracruz.
Pendant toute la durée de son absence, la guérilla continua de plus belle, son effectif étant estimé à 300 combattants de source gouvernementale à 3 000 selon Sandino, elle se généralisa à tout le pays. Des groupes armés attaquaient les marines loin du département de Las Segovias dans lequel était née la guérilla de Sandino mais la guérilla fut finalement repoussé par l'USMC qui compensa son faible effectif dans le pays par l'appui de l'aviation et de l'artillerie. À la fin de l'intervention américaine, les rebelles avaient été repoussés loin de toute agglomération et réduits à la famine et la désertion.
Malgré le fait d'être resté plus d'un an hors du Nicaragua, Sandino échoua dans ses tentatives. Il n'apporta que peu de matériel militaire pour sa guérilla et ne réussit pas à unifier les mouvements révolutionnaires latino-américains.
Peu à peu, le nombre de marines allait en diminuant, mais maintenant, les troupes sandinistes se heurtaient à leurs compatriotes qui employaient les mêmes tactiques que les marines. Le gouvernement américain avait créé une Garde Nationale au Nicaragua pour assurer la sécurité interne du pays. Cette garde était à la fois la police et l'armée nicaraguayenne.
En 1930, le nouveau président des États-Unis, Herbert Hoover déclara qu'il n'allait rester aucun officier étranger au Nicaragua, que ceux-ci allaient être retirés.
Pendant ce temps, le Nicaragua s'appauvrissait à cause des charges de la guerre, l'argent ainsi dédié n'était pas utilisé pour le développement du pays et le Nicaragua s'endettait envers les États-Unis, surtout pour la formation des officiers qui avait lieu à l'Académie militaire en à peine 6 mois. Le seul legs réel des États-Unis au Nicaragua fut une caste militaire.

#### La lutte continue
En juin 1930, Sandino rentre au Nicaragua les mains vides. Il ne peut compter que sur les victoires de ses troupes et l'appui des médias de gauche, incluant ceux des États-Unis, mais aucun pays latino-américain ne se joint à sa lutte.
La raison principale de son retour est la tentative du gouvernement de regrouper les paysans dans des camps. Sandino utilise alors une nouvelle forme d'entretien de ses troupes, il prend le contrôle de l'industrie du bois et exige le paiement d'un impôt révolutionnaire.
La sempiternelle lutte entre libéraux et conservateurs, dirigée en sous-main par les États-Unis, conduit Sandino à appeler à l'abstention lors des élections présidentielles. Il menace aussi de faire des incursions dans les villes puisque ses troupes se distribuent à présent sur tout le sol national.
En 1932, les États-Unis commencent à retirer leurs troupes, mais la présence US est constante, c'est elle qui contrôle par exemple la Direction des Douanes et c'est elle qui entraîne et arme la Garde Nationale. Vers la fin 1932, le but de Sandino est d'obtenir une large abstention lors des élections. En octobre, le Parti des Travailleurs déclare la grève générale. Au début 1933, la retraite des marines s'achève et Sandino demande à ses généraux de prendre des positions stratégiques. Malgré le boycott, les élections ont lieu et le libéral Sacasa est élu. Deux tiers des électeurs se sont déplacés pour aller voter. Les États-Unis annoncent le retrait total des troupes américaines après les élections. Augusto Sandino, qui avait promis d'arrêter tout combat une fois les envahisseurs partis, est prêt à négocier. Il signe un accord de paix le 2 février 1933 avec le Président.

#### Les accords de paix
Les conditions de Sandino étaient :
1. « Le gouvernement de Sacasa doit être libre de compromis publics et privés avec les États-Unis ».

Salvatierra répondra que c'était le cas et, le 12 janvier il se dirige vers Las Segovias pour une série d'entretiens avec Sandino. À la fin janvier il repart pour Managua avec une proposition connue comme « le Protocole de Paix »
1. « … Absence d'intromission extérieure dans les finances publiques et respect des accords par la Garde Nationale. Absence de pacte entre le gouvernement et les États-Unis.
2. Par initiative de l'Exécutif, le Congrès National décrète la création d'un nouveau Département (lieu du quartier général de Sandino) avec l'objectif de la déclarer zone neutre.
3. Les autorités civiles et militaires du Département seront nommées à partir des membres de notre armée. Les armes devront faire partie de la nouvelle armée de la République (ce qui voulait dire que la Garde Nationale allait disparaître).
4. Extraire des archives nationales et incendier tous les documents qui qualifient de banditisme l'attitude assumée par (????)
5. Révision des traités Bryan-Chamorro, sur la construction du canal et la base maritime de Fonseca, laquelle sera déclarée base navale indo-hispanique… »

Une trêve est établie à partir du 23 janvier pour 15 jours durant lesquels devaient s'établir des discussions pour un armistice final. La Garde Nationale va rompre plusieurs fois cet armistice malgré les appels à la paix de Sacasa qui mettait en cause l'attitude de la Garde Nationale. D'ailleurs, cela démontrait bien que la Garde menait ses affaires de manière indépendante du Président et qu'il y avait un soutien mutuel entre elle et une partie du Congrès qui cultivait de la haine contre Sandino.
Après plusieurs rencontres entre Salvatierra et Sandino à Las Segovias, Sandino se rend à Managua pour parler directement et pour la première fois avec Sacasa le 2 février. Le soir même, ils signent un compromis de paix. Cet accord ratifie le Protocole de Paix. Il amnistie les hommes de Sandino, crée un nouveau Département, organise la remise des armes, approuve un crédit pour les dépenses de pacification et les ouvrages publics. Malgré cela, et bien que l'Armée de Défense de la Souveraineté Nationale commence à remettre les armes comme stipulées dans les accords dès le 22 février, les persécutions de la Garde Nationale se poursuivent. Sacasa demande à Somoza qu'il contrôle mieux ses hommes.
Sandino voyagera une deuxième fois à Managua. Il commet une erreur, car il permet qu'il soit présenté comme renonçant à ses aspirations en faveur d'un Nicaragua libre du Pacte Bryan-Chamorro. Il recevra même des critiques pour cela de son général Gustavo Alemán Bolaños. Pendant ce temps, la Garde Nationale continuait ses turpitudes, elle représentait la survie des intérêts américains au Nicaragua.

#### La mort de Sandino

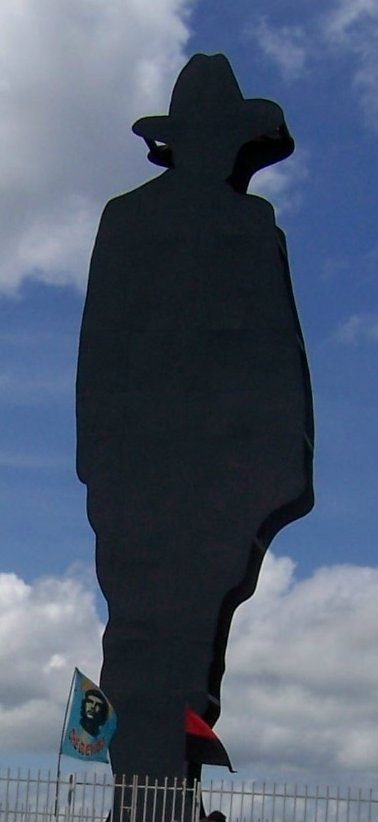
La silhouette de Sandino très présente au Nicaragua a été créée par Ernesto Cardenal.

Le président du Nicaragua était préoccupé par la rivalité qui existait entre Somoza et Sandino, elle menaçait la stabilité du traité de paix. Il organise une réunion entre les deux en février 1934. Durant cette époque, Sandino continuait à attirer l'attention sur les continuelles attaques de la Garde Nationale contre ses troupes. Cela l'obligea à ne pas remettre toutes ses armes afin de pouvoir se défendre. Il était prêt aussi à abandonner le pays si c'était sa présence qui était la cause de ces affrontements. Son désir d'obtenir une paix durable et un Nicaragua indépendant le motive à réaliser un nouveau voyage à Managua pour un entretien avec Somoza.
« Je ne tirerai pas un coup de feu de plus. Nous ferons la paix même si le président s'y oppose. Ma résolution est irrévocable, je suis venu avec cet idéal, défiant les risques et tournant le dos aux rancœurs et à la haine de la Garde Nationale. Pour moi, je ne veux rien, je veux seulement des garanties pour mes hommes. Après la guerre, il faut que les muscles se tempèrent par le travail. Comme je les ai envoyé à la tuerie pour repousser l'envahisseur, aujourd'hui je veux les faire rentrer dans le devoir et leur enseigner que si hier la poudre détruisait, aujourd'hui et demain ils devront avoir une attitude constructive et féconde de réparation ».
Selon ce qui est relaté par Sofonias Salvatierra, Sandino, don Gregorio Sandino et lui voyageaient sur les sièges arrière d'un véhicule, devant allaient deux généraux sandinistes, Estrada et Umanzor. Ils furent arrêtés par un détachement de la Garde Nationale, on leur ôta leurs armes et ils durent descendre du véhicule. Comme Sandino se présenta en disant qu'il venait du palais présidentiel, le chef de ce peloton leur répondit qu'il obéissait à des ordres supérieurs. Ils rentrèrent dans une caserne.
Sandino dit : « Pourquoi cela, nous avons fait la paix, nous sommes frères. Il y a quelques jours, le général Somoza m'a embrassé en signal de concorde et nous avons échangé nos portraits dédicacés en signe d'harmonie ».
Salvatierra et don Gregorio Sandino restèrent dans la caserne, des gardes emmenèrent Sandino, Estrada et Umanzor. Peu après, on entendit des coups de feu et le bruit d'une mitraillette. « Ils sont en train de tuer Augusto », s'exclama don Gregorio. C'était le matin du 21 février 1934. Le général Augusto César Sandino a été assassiné sur ordre de Tacho Somoza Garcia. Quelques mois plus tard, lors d'un souper, celui-ci reconnut les faits.
Peu après l'assassinat de Sandino, la Garde Nationale investit le quartier général de l'Armée de Défense de la Souveraineté Nationale et tua une grande partie des troupes sandinistes. Peu d'hommes en échappèrent. Parmi ceux qui survécurent figure le colonel Santos Lopez, qui, blessé, s'enfuit au Honduras où il s'établit et vécu jusqu'en 1960. À cette date, il est retrouvé par Carlos Fonseca Amador qui vient de créer avec d'autres étudiants « La Jeunesse Démocratique Nicaraguayenne ». Santos Lopez devient leur chef militaire et leur enseigna les bases de la guérilla. Plus tard, il devint l'un des fondateurs du FSLN (Front Sandiniste de Libération Nationale). Il meurt en 1964. Il est enterré à Managua, à côté de Carlos Fonseca Amador sur la place devant l'ancienne cathédrale.

## Ouvrage
- La Pensée vivante de Sandino. Lettres, textes et correspondances [1981]. Présentation de Jean Ziegler, introduction de Sergio Ramírez, traduction de l'espagnol de Louisette Benat, Cécile Drouet, Mario Zequeira, Éditions la Brèche, Montreuil, 1984, 411 pages.